# گریشا آرزومانیان
گریشا هایراپتی آرزومانیان (ارمنی: Գրիշա Հայրապետի Արզումանյան؛ زاده ۵ مهٔ ۱۹۲۶ - درگذشته ۹ ژانویهٔ ۱۹۹۳) بازیگر، کارگردان فیلم اهل ارمنستان بود

## زندگی‌نامه
وی در ۵ مهٔ ۱۹۲۶ در زاقاتالا در به دنیا آمد و از hy:Երևանի պետական գեղարվեստաթատերական ինստիտուտ (۱۹۴۹) فارغ‌التحصیل گشت. وی همچنین برنده جوایزی همچون چهره هنری شایسته ارمنستان شوروی شد. وی در ۹ ژانویهٔ ۱۹۹۳ در سن ۶۶ سالگی در ایروان درگذشت.